# 片山津本町駅
片山津本町駅（かたやまづもとまちえき）は、石川県加賀市片山津町に存在した北陸鉄道片山津線（加南線）の駅である。1965年（昭和40年）、同線の廃線に伴い廃駅となった。
同線唯一の中間駅であった。

## 概要
片山津線の電車は動橋駅を出発すると右→左→右の順にほぼ直角の曲線を3回通過して終点の片山津駅に到着するが、当駅は3回目の右カーブの外側に位置していた。当駅の駅名標では、次駅がそれぞれ実際とは異なる「しんいぶりはし」「かたやまづおんせん」と表記されていた。

## 歴史
- 1922年（大正11年）11月23日：片山津本村駅（かたやまづほんむらえき）として開業（馬車鉄道時代に駅があったかは不明）。
- 1943年（昭和18年）10月13日：合併により北陸鉄道の駅となる。
- 1951年（昭和26年）3月15日：片山津本町駅に改称。
- 1965年（昭和40年）9月24日：片山津線廃止により廃駅。

## 駅構造
片面ホーム1面1線の無人駅。

## 廃止後
線路跡は生活道路となり、駅跡は空き地となっている。なお、2008年（平成20年）5月1日に廃止された電車代替バスの停留所名は、表記は同じで読みが「かたやまづほんまち」であった。

## 隣の駅
北陸鉄道
片山津線
動橋駅 - 片山津本町駅 - 片山津駅